# Pont de la Margineda
De Pont de la Margineda is een romaanse brug bij het gehucht La Margineda in Santa Coloma, dat op zijn beurt deel uitmaakt van de Andorrese hoofdstad Andorra la Vella. De brug overspant de Valira en is met een lengte van 33 meter en een hoogte van 9,20 meter de grootste van het land in haar soort. Ze maakt deel uit van een in het Catalaanse taalgied zogeheten Camí Ral, een weg die 's lands dorpen verbond voor het bestaan van echte straten.
Naast de brug bevindt zich een beeldhouwwerk van de Valenciaanse kunstenaar Andreu Alfaro ter herdenking van het Eerste Internationaal Congres van de Catalaanse Taal in 1906.
Nabij de brug ligt een parking met twaalf plaatsen.
Casa de la Vall · Pont de la Margineda · Roc d'Enclar · Sint-Andreaskerk · Sint-Columbakerk · Sint-Stefanuskerk